# Cry Softly Lonely One
Cry Softly Lonely One, studioalbum av Roy Orbison, utgivet i oktober 1967 på skivbolaget MGM Records. Albumet är producerat av Wesley Rose och Jim Vienneau.

## Låtlista
Singelplacering i Billboard inom parentes.
1. "She" (Roy Orbison/Bill Dees)
2. "Communication Breakdown" (Roy Orbison/Bill Dees) (#60)
3. "Cry Softly Lonely One" (Joe Melson/Don Gant) (#52)
4. "Girl Like Mine" (Larry Henley/Mark Mathis)
5. "It Takes One (To Know One)" (Roy Orbison/Bill Dees)
6. "Just Let Me Make Believe" (Ronald Blackwell)
7. "Here Comes The Rain, Baby" (Mickey Newbury)
8. "That's A No No" (Roy Orbison/Bill Dees)
9. "Memories" (Roy Orbison/Bill Dees)
10. "Time To Cry" (Roy Orbison/Bill Dees)
11. "Only Alive" (Ronald Blackwell/Dewayne Blackwell)
12. "Just One Time" (Roy Orbison/Bill Dees)